# Bootshaus (Radebeul)
Das Bootshaus An der Festwiese 9 in Kötzschenbroda, Stadtteil des sächsischen Radebeul, ist eines der heute noch existierenden Gebäude mit Zollingerdach. Als Wassersportzentrum Radebeul ist es das Bootshaus des SSV Planeta Radebeul e. V. mit kleinem Bootshafen, das gemeinsam von den Abteilungen Kanu, Rudern und Segeln betrieben wird. Als DKV-Kanustation kann dort auch übernachtet werden.

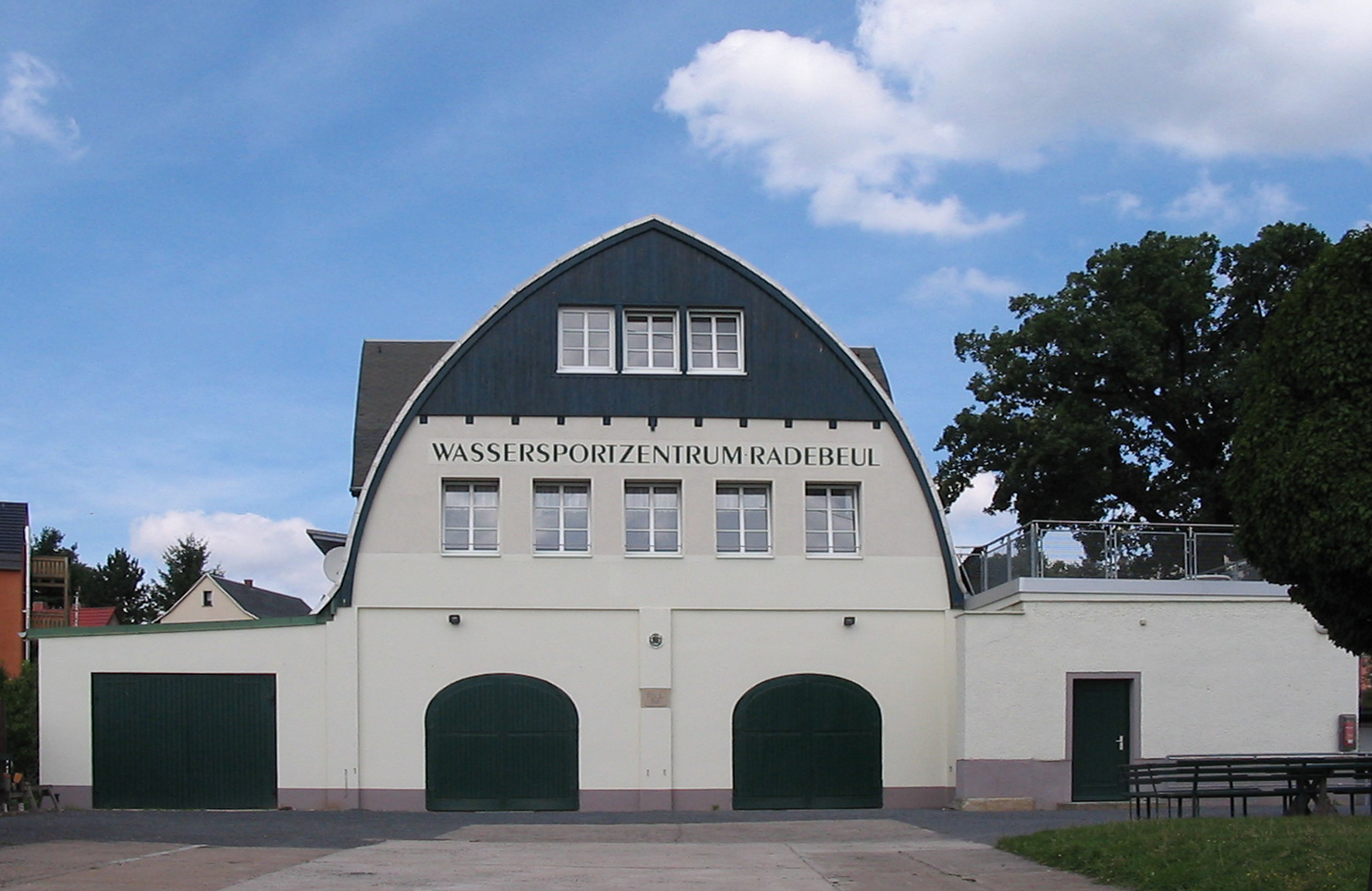
Bootshaus in Radebeul

Es liegt am Elberadweg bei Elbekilometer 68,2, zwischen Dresden und Meißen.
Der Mittelbau mit dem Zollingerdach ohne die seitlichen Anbauten ist unter dem Denkmalnamen Wassersportheim Lößnitz ein Kulturdenkmal. Als „markanter Bau mit seltener Lamellendachkonstruktion, [einem] Bohlendach […] nach Patent des Merseburger Architekten Friedrich Zollinger […ist das Gebäude] ortshistorisch und baugeschichtlich bedeutend“.
Der Radebeuler Architekt Alfred Tischer entwarf 1923 einen verputzten Ziegelbau mit Zollingerdach. Die Giebel sind teilweise verbrettert, im Erdgeschoss befinden sich zwei große, korbbogige Tore. Die Radebeuler Baufirma Johannes Eisold hat das Bootshaus errichtet.

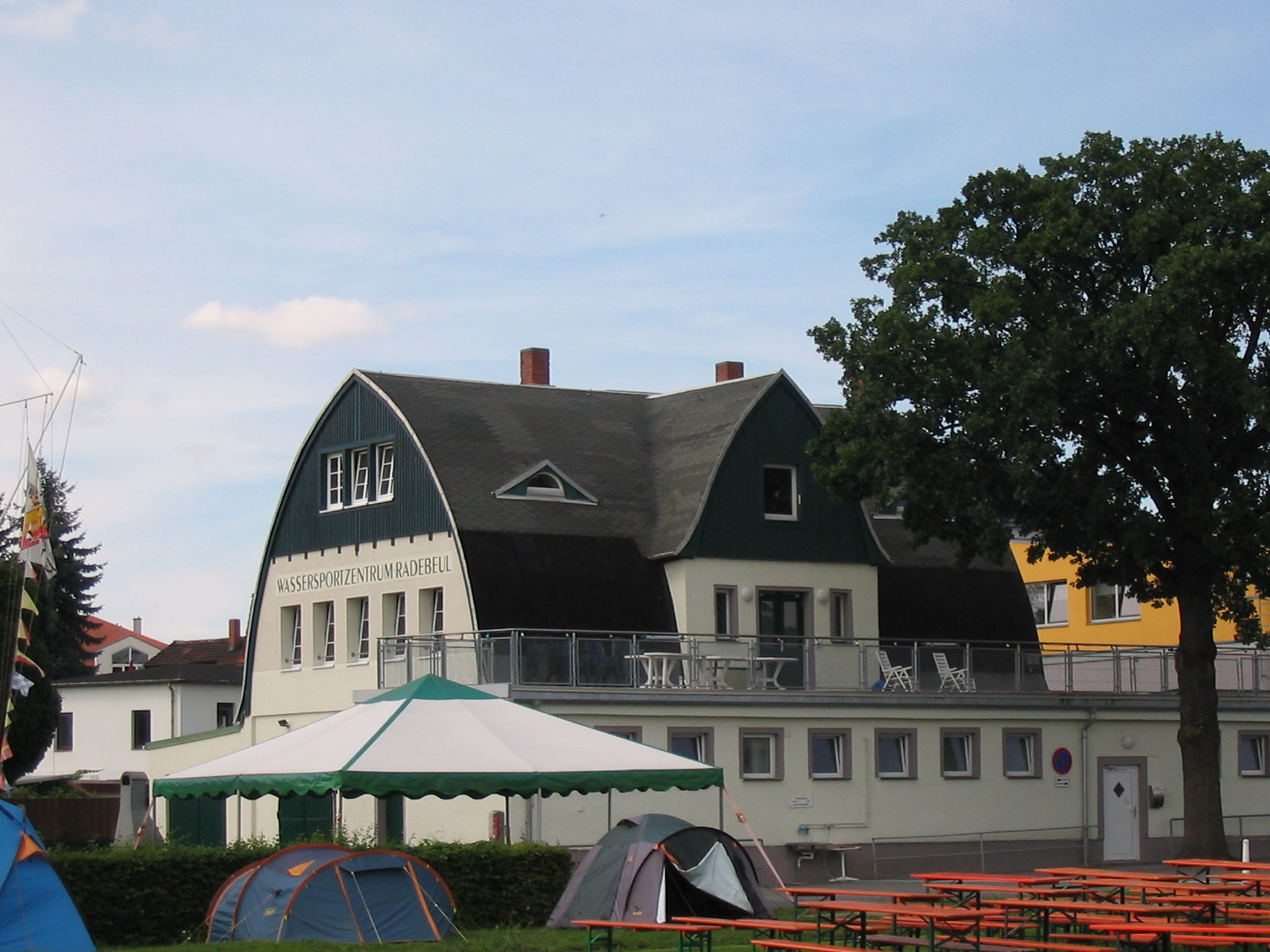
Bootshaus in Radebeul
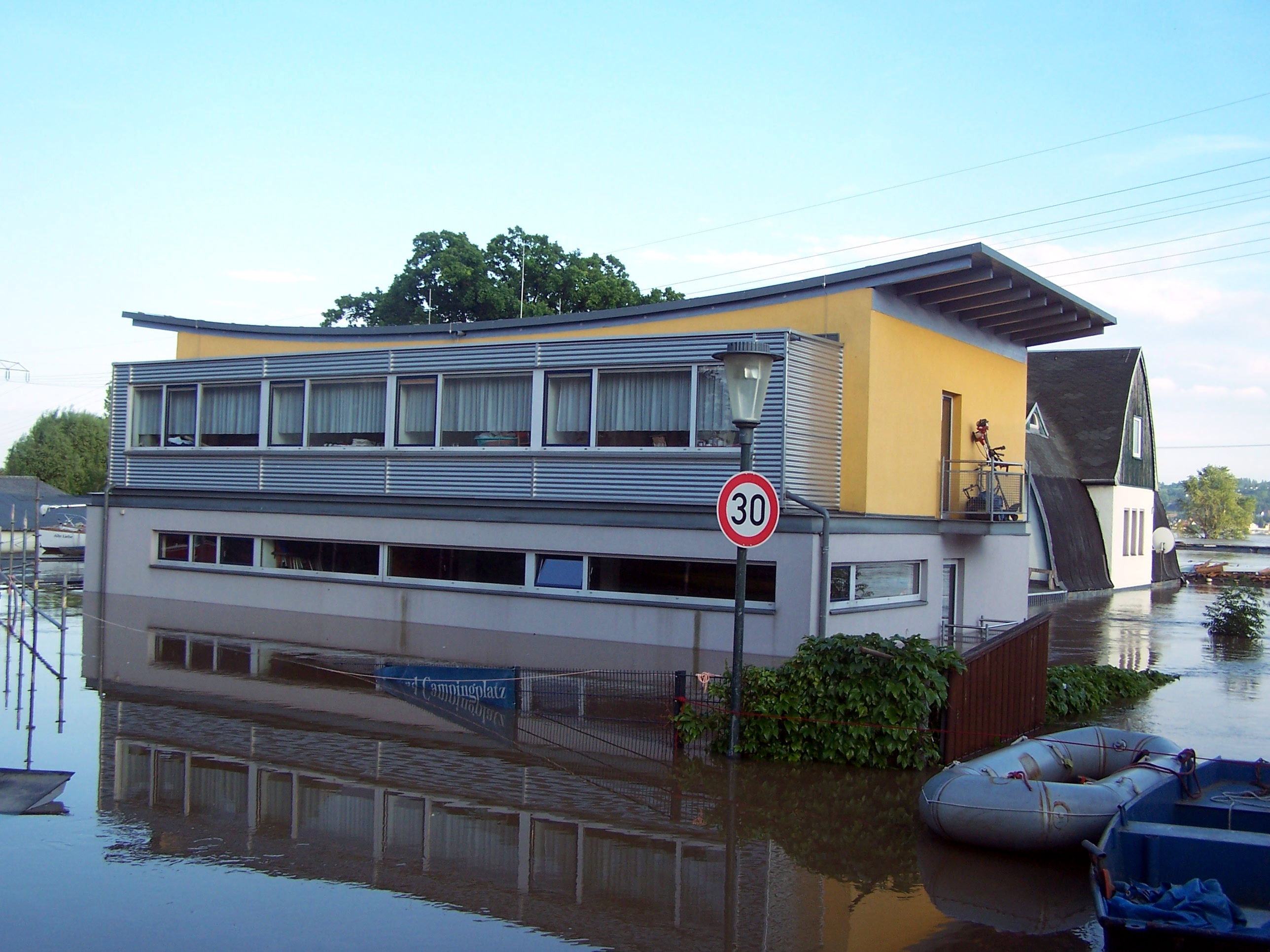
Landseite des Bootshauses beim Elbhochwasser 2013

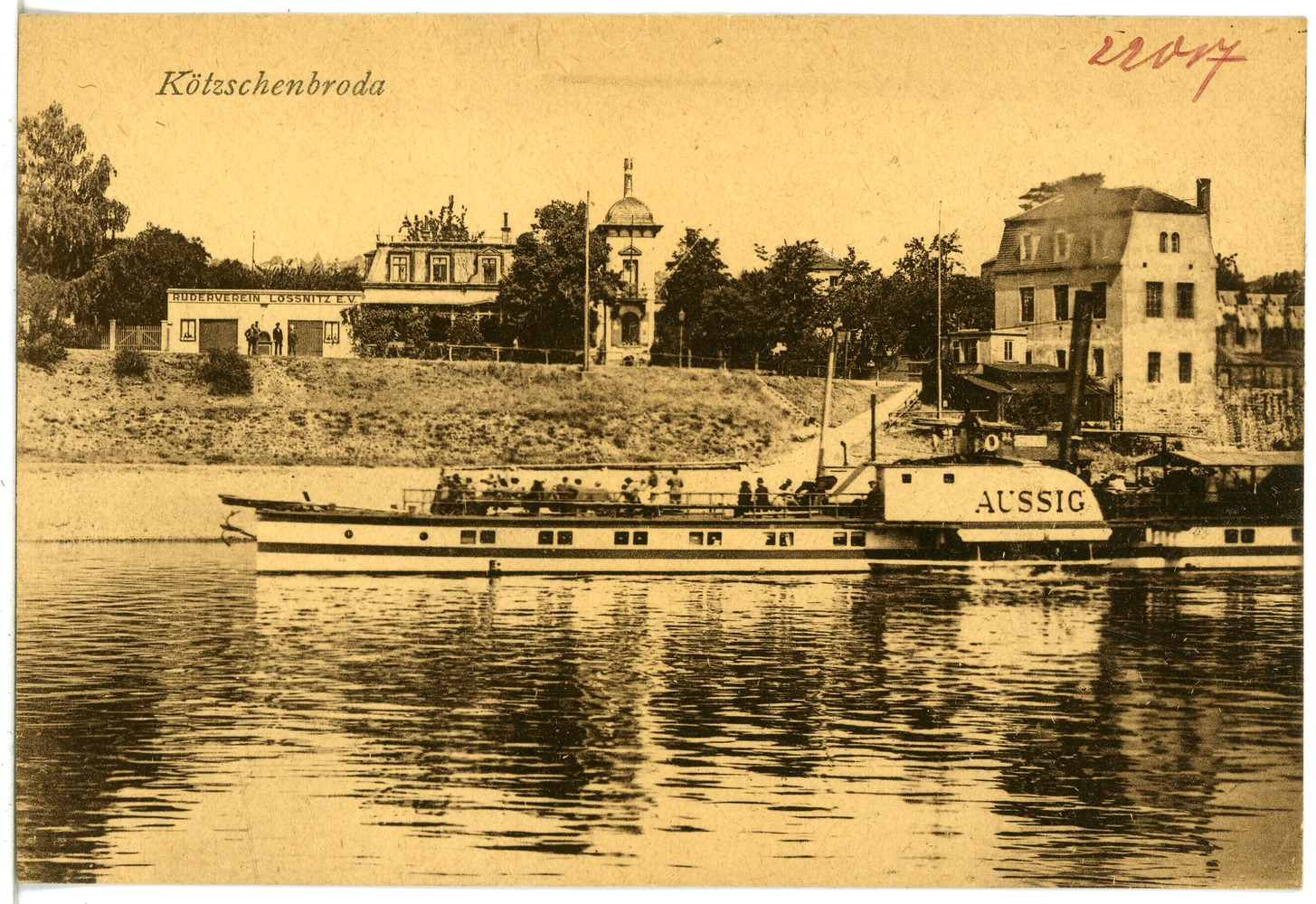
Restauration „Zum Dampfschiff“ mit Bootshaus (1922), davor die Aussig

Ein Vorgänger des Kötzschenbrodaer Wassersportheims Lößnitz war das flussab gelegene Bootshaus des Rudervereins Lössnitz e. V. im Anbau der Restauration „Zum Dampfschiff“, direkt am Anleger der Sächsischen Dampfschiffahrt.